# Bystřice (ort i Tjeckien, Hradec Králové, lat 50,62, long 15,86)
Bystřice är en ort i Tjeckien.   Den ligger i regionen Hradec Králové, i den nordöstra delen av landet, 120 km nordost om huvudstaden Prag. Bystřice ligger 536 meter över havet och antalet invånare är 310.
Terrängen runt Bystřice är kuperad åt nordost, men åt sydväst är den platt. Runt Bystřice är det tätbefolkat, med 308 invånare per kvadratkilometer. Närmaste större samhälle är Trutnov, 7,3 km sydost om Bystřice. I omgivningarna runt Bystřice växer i huvudsak blandskog.